# Cornelia Hoogland
Pour les articles homonymes, voir Hoogland.
Cornelia Hoogland est une poétesse, dramaturge et professeure canadienne à la retraite. Elle vivait entre l'île Hornby, en Colombie-Britannique, au Canada, et London, en Ontario durant sa carrière de professeure à l'Université Western Ontario qui a pris fin en 2011. Hoogland a travaillé à l'international dans les domaines de la poésie et du théâtre. En 2004, elle a fondé Antler River Poetry (anciennement Poetry London), une série de lectures et d'ateliers de poésie, dont elle a été la directrice jusqu'en 2011,.

## Travaux

### Poésie
Woods Wolf Girl (Wolsak et Wynn, 2011) est le 6e recueil de poésie de Hoogland et est basé sur le célèbre conte de fées, Le Petit Chaperon rouge. Crow (Black Moss Press), a également été publié en 2011. Son recueil de 2012, Gravelly Bay (Alfred Gustav Press, 2012), se déroule au terminus du traversier de l'île Denman. En 2017, son poème « Tourists Stroll a Victoria Waterway » était l'un des cinq poèmes nominés pour le Prix de poésie de la CBC. Hoogland a été mise en avant dans le Poetry in Transit 2020-2021 de Books BC qui présente des œuvres de poètes britanno-colombiens sur les véhicules TransLink et BC Transit,. Le poème mis en avant était « P'i, Standstill » de son recueil Cosmic Bowling.

### Théâtre
Hoogland a adapté son recueil de poésie Woods Wolf Girl pour le théâtre sous le titre Faim de Loup, avec l'aide des dramaturges de production Gil Garret et Susan Ferley. Cette interprétation a été présentée au PlayWrights Cabaret 2012 au Grand Theatre de London, en Ontario. Faim de Loup a été sélectionnée pour être incluse dans la Conférence internationale des femmes dramaturges de 2012 et interprétée sous le titre Talking in Bed,.
La pièce de Hoogland, Country of my Skin, a remporté le prix du jury au London One-Act Festival en 2004, sous la direction de Lesleigh Turner. Janice Johnston a mis en scène la même pièce pour In Good Company à l'Aeolian Hall en octobre 2006 et, en novembre 2006, « Country » a été présentée à Jakarta, en Indonésie, à la conférence internationale des femmes dramaturges. Sa pièce pour enfants, Salmonberry: A West Coast Fairy Tale ( International Plays for Young Audiences, Meriwether, 2000), a été jouée à la conférence internationale des femmes dramaturges à Athènes en 1999.

## Récompenses
En 2023, Hoogland a reçu le prix Colleen Thibaudeau en collaboration avec Flavia Cosma pour sa contribution exceptionnelle à la poésie canadienne.